# Эскадренные миноносцы типа «Всадник»
Эскадренные миноносцы типа «Всадник» — тип эскадренных миноносцев, строившихся в 1905—1907 годах для Российского Императорского флота на судоверфях «Германия» (Киль) и Машино- и мостостроительного завода в Гельсингфорсе. До 10 октября 1907 года корабли типа классифицировались как минные крейсера. Всего было построено 4 корабля этого типа.

## История проектирования и строительства

### Проектирование

#### Эскизный проект
Переговоры Морского Генерального Штаба (МГШ) с фирмой «Friedrich Krupp Germaniawerft», целью которых было создание специалистами этой немецкой судоверфи проекта 570-тонного миноносца для русского флота, были начаты в марте 1904 года исполняющим должность начальника МГШ контр-адмиралом З. П. Рожественским. 8 апреля 1904 года общий чертёж и краткая спецификация проекта были отправлены в спешном порядке в Морской технический комитет (МТК). В середине апреля проект был подан на рассмотрение МТК. 27 апреля журнальным постановлением № 12 по минному делу проекту была выдана оценка, выявившая в нём ряд недостатков:
1. Общий чертёж проекта был недостаточно подробным, спецификация — чрезмерно краткой;
2. Была признана неудовлетворительной упрощённая водоотливная система, состоявшая из циркуляционной помпы, эжекторов и уже не применявшейся в русском флоте магистральной трубы. Потреблявшие много пара эжекторы при получении пробоины могли лишить корабль хода. Вместо них МТК рекомендовал установить шесть автономно действующих в своих отсеках (трёх кочегарных, одном машинном и двух в оконечностях) электрических центробежных насосов с производительностью 80 т/час и водонепроницаемыми корпусами;
3. Определённую фирмой дальность плавания (полным 26-узловым ходом в 800 морских миль и экономическим 12-уз — 4000 морских миль при вместимости угольных ям в 192 тонны) МТК посчитал преувеличенной и при экономической скорости считал возможным достижение максимум 2400-мильной дальности плавания;
4. Артиллерийское вооружение (6 57-мм пушек) было признано совершенно недостаточным. Вызывал сомнения и сам 57-мм калибр, в русском флоте ранее не применявшийся;
5. Торпедное вооружение, включавшее по проекту фирмы «Германия» два однотрубных аппарата с запасом из двух мин Уайтхеда, было признано недостаточным;
6. Предусмотренные фирмой котлы Шульца-Торникрофта признавались МТК «плохо себя зарекомендовавшими» на последних русских миноносцах. Более подходящими считались котлы Нормана;
7. Запас водоизмещения отсутствовал.

5 июня 1904 года в ГУКиС петербургским представителем фирмы «Германия» К. Л. Вахтером была передана изменённая спецификация 570-тонного миноносца на двух языках вместе с тремя чертежами. 21 июня 1904 года представил отзыв начальник чертёжной МТК генерал-майор Я. Д. Левицкий. Им было заявлено, что проект для постройки по нему миноносцев следует считать непригодным по ряду причин. Масштаб чертежей был слишком мелок (1 : 100), невнятны и несогласованны связи и узлы конструкции корпуса, общее расположение небрежно выполнено, часть замечаний МТК было пропущено и не учтено, плохо проработаны детали. На чертеже общего расположения отсутствовала динамомашина, водоотливные турбины, штурвал рулевого управления и т. д. Вызывала сомнение и предусмотренная немецким проектом численность экипажа в составе 77 человек (5 офицеров, 4 кондуктора, 18 квартирмейстеров, 32 человека машинной команды и 18 матросов). Тем не менее, по неизвестным причинам и несмотря на выявленные серьёзные недостатки проекта Я. Д. Левицкий свои замечания завершил выводом о том, что требования журнала № 13 фирма «Германия» выполнила. Отзыв «был отложен и спрятан „для справок“ в кораблестроительном отделе». На обсуждение же был вынесен отзыв кораблестроительного отдела, который был составлен по просьбе минного отдела от 13 июня 1904 года.
7 августа 1904 года завод «Германия» (Germaniawerft) через своего представителя в Санкт-Петербурге решил подвести первые итоги работы над проектом миноносца (в немецких документах он именовался как проект № 120). В результате двукратных перемен проекта составляющие нагрузки изменились. Подкрепления переборок увеличили вес корпуса с первоначальных 178 т до 180 т; последующее перераспределение толщин корпуса довели вес последнего до 183 т. Затребованное управляющим Морским министерством включение в состав артиллерийского вооружения 6 57-мм пушек вызвало увеличение веса артиллерии с 20 до 25 т. Вспомогательные механизмы от добавления трёх дополнительных помп «потяжелели» на 1,6 т. 3 тонны в нагрузке прибавила и замена якорных тросов цепями. Добавленные 2 парусиновые шлюпки, увеличение имущества экипажа и распространение солнечного тента на всю длину палубы в общем итоге довели их нагрузку с 25 т до 32 т (при этом общая ёмкость угольных ям осталась прежней).
Затребованная фирмой в мае 1904 года цена постройки 1 миноносца в размере 1,7 млн марок благодаря исключению из поставки фирмой предполагавшегося вначале артиллерийского и минного вооружения удалось уменьшить до 1 601 500 марок (741 494 руб. 50 коп.). Один миноносец должен был строиться в Киле (вооружение должен был устанавливать Гельсингфорский машино- и мостостроительный завод). Второй миноносец предстояло построить на Гельсингфорском заводе под руководством техников завода «Германия». По контракту, подписанному начальником ГУКиС 16 сентября 1904 года, первый миноносец должен был быть сдан флоту в Гельсингфорсе к 15 июня 1905 года, а второй — к 15 июля. Данный проект предполагалось утвердить на предстоящем 17 сентября докладе у управляющего
Морским министерством, но неожиданно (после нового приезда директора верфи «Германия») Гельсингфорский машино- и мостостроительный завод выпал из сферы заказов Морского министерства и взял на себя самостоятельную постройку двух миноносцев по заказу Особого комитета (со сроками сдачи 1 августа и 1 сентября 1905 года), третий миноносец (по заказу Морского министерства) завод мог бы сдать только в ноябре или в декабре того же года. Выручить Морское министерство в этой ситуации взялась верфь «Германия». Верфь брала на себя обязательство оба предполагавшихся ей к заказу миноносца построить у себя в Киле, а затем (не позже 1 июня и 1 августа 1905 года соответственно) доставить миноносцы в один из русских портов. Преодоление всех формальных препятствий в связи с германским нейтралитетом в Русско-японской войне германская верфь брала на себя.
В октябре 1904 года контракт на строительство всех 4 миноносцев был утверждён генерал-лейтенантом Л. Я. Любимовым; 11 октября контракт, типографски отпечатанный, был подписан представителем фирмы К. Вахтером и А. Р. Родионовым. Срок подготовки к сдаче в Киле для первого корабля отодвинули на 1 июля, срок сдачи второго миноносца остался прежним. В Россию корабли доставлялись на прежних условиях. За дополнительную плату (более 4500 рублей за корабль) завод «Германия» брал на себя установку артиллерийского и минного вооружения по приходе в русский порт. Конечная стоимость каждого корабля определялась суммой 1 487 160 германских марок или 607 000 рублей.

#### Рабочий проект
12 октября 1904 года К. Л. Вахтер обратился в министерство с просьбой о немедленной командировке в Германию двух инженеров (кораблестроителя и механика) для приёма заказанных верфью «Германия» материалов. Эти просьбы были повторены 2 телеграммами (от 16 и 23 октября) уже от имени фирмы Круппа, но русское Морское министерство на них не отвечало, не успевая разбираться с безостановочно производившимися в то время новыми заказами. В конечном итоге, наблюдающим за постройкой миноносцев, конструктивной и технологической правильностью работ верфи «Германия» был назначен помощник старшего инженер-механика В. А. Постников. В его должностные обязанности входил также приём заказанных германской верфью материалов.
Итоги первого этапа рабочего проектирования были подведены 30 ноября 1904 года К. Л. Вахтером. В письме Главному инспектору минного дела он сообщал о том, каким образом фирмой были учтены предложения МТК об изменениях в представленных ею чертежах:
1. Командный мостик и носовая рубка были выполнены в согласии с эскизом МТК. Предусматривавшийся ранее парусиновый щит устранен;
2. Вместо кормовой сходной рубки, за которой вначале устанавливали прожектор, предлагалось соорудить лёгкую четырёхугольную рубку для размещения радиотелеграфа. Совмещённый с ней сход в помещение кондукторов отделили особой выгородкой;
3. Прожектора предлагалось установить на собственной лёгкой площадке;
4. Позади машинного светлого люка установлен лёгкий мостик шириной до 2,25 м с расположенным на нём компасом и ручным штурвалом для кормовой рулевой машины;
5. По бортам будут размещены 7,62-мм пулемёты;
6. Настилку полубака продолжили до носовой рубки;
7. У шлюпбалок расположили шлюпки — 2 большие на палубе, а малые внутри больших. Передняя шлюпбалка правого борта должна была служить также для подъёма с воды мин Уайтхеда.

После уточнения ряда технических деталей были составлены рабочие чертежи проекта (в количестве 2 экземпляров). Первый экземпляр чертежей предназначался для МТК и был вычерчен на прозрачном
коленкоре, второй экземпляр чертежей сделан светописью. Последние недостающие чертежи по артиллерии были отправлены в Киль 17 декабря 1904 года.

### Строительство
Заказ материалов был произведён верфью «Германия» по мере готовности контрактных условий и спецификации — к сентябрю 1904 года. Приёмка этих материалов была осуществлена прибывшим на верфь 26 ноября помощником старшего инженер-механика В. А. Постниковым. За корпусными работами осуществлял наблюдение корабельный инженер В. М. Гредякин.
Для строительства русских миноносцев верфь «Германия» отвела один из четырёх больших эллингов, на котором соорудили три стапеля для первых из четырёх заказанных миноносцев. Корпуса миноносцев получили заводские номера S-112, S-116, S-117 и S-118 (S от слова нем. Schiff — судно). Миноносцы № 112 и 118 (заказ Особого комитета), монтировались на сборочных болтах. По мере готовности их секции разбирались для доставки и окончательной сборки в Гельсингфорсе. Монтаж корпусов миноносцев № 116 и 117 (заказ Морского министерства) производился под клёпку на этом же эллинге.
Первые корпусные конструкции — листы горизонтального и вертикального килей с угольниками были установлены только на миноносце S-112 и на этом первый этап сборки корпусов остановился (за три месяца фактический вес собранных конструкций составил едва 8 тонн вместо запланированных 250). Причиной задержки работ был инвентарь, рассмотрение которого МТК отложило при обсуждении рабочего проекта. Из-за на нарастающей задержки работ К. Л. Вахтер 18 февраля был вынужден просить Министерство дать инженеру Гредякину указания, которых он мог бы придерживаться до получения утверждённых МТК материалов проекта.
Головным кораблём типа фактически стал строившийся разборным и с заметным опережением первый «комитетский» миноносец S-112. К 1 февраля на стапеле были установлены листы горизонтального и вертикального килей миноносцев S-116 и S-118 (вес собранных конструкций составлял по 6 тонн). В сборке находились шпангоуты, бимсы и поперечные переборки. На миноносце S-112, опережавшем S-116 и S-118, помимо килевых листов, были установлены шпангоуты (от № 21 до № 134), а также главные поперечные переборки общим весом 17,7 тонн. Для S-117 находились в работе горизонтальный и вертикальный кили и шпангоуты. К 15 марта на S-112 было собрано 2/3 наружной обшивки, пригонялись по местам кронштейны и мортиры гребных валов (вес корпусных конструкций доходил уже до 73,3 тонн металла). На корпусе № 116 были установлены шпангоуты вместе с частью поперечных переборок (17,8 тонн металла). На корпусе № 118 была установлена часть шпангоутов и переборок, на корпусе № 117 клепались шпангоуты с флорами. К 1 апреля 1905 года корпус S-112 вчерне был собран вместе с палубой (вес металла достиг 113 тонн). На корпусе S-117 шпангоуты были склёпаны с флорами, а также склёпана часть поперечных переборок.

## Тактико-технические характеристики

### Конструкция корпуса

#### Весовая нагрузка
- По первоначальному проекту:
  - корпус — 178 метрических тонн;
  - вспомогательные механизмы — 17 тонн;
  - команда с имуществом, инвентарь, запасы — 24 тонн;
  - котлы и главные машины — 153 тонн;
  - артиллерия с боевым запасом — 20 тонн;
  - минное вооружение и мины — 10 тонн;
  - уголь — 168 тонн;
    - Всего — 570 тонн.
- По окончательному проекту:
  - корпус — 183 метрических тонны;
  - вспомогательные механизмы — 22 тонн;
  - команда с имуществом, инвентарь, запасы — 32 тонны;
  - котлы и главные машины — 153 тонн;
  - артиллерия с боевым запасом — 25 тонн;
  - минное вооружение и мины — 10 тонн;
  - уголь — 168 тонн;
    - Всего — ≈602 тонны.

### Главная энергетическая установка
Три водотрубных котла системы Шульца-Тоникрофта. Рабочее давление пара 17 атмосфер. Общая нагревательная поверхность всех котлов 1110 м². Общая поверхность колосниковых решёток 22,0 м².
Две 3-цилиндровые паровые машины тройного расширения. Диаметры цилиндров высокого давления 540 мм, среднего давления 810 мм, низкого давления 1190 мм. Ход поршня 500 мм. Число оборотов в минуту предполагалось 400. При этом общая мощность около 6400 л. с. Максимальный запас угля — 200 т.

## Представители
| Название   | Заложен     | Спуск            | В строю     | Флот | Статус                           |
| ---------- | ----------- | ---------------- | ----------- | ---- | -------------------------------- |
| «Всадник»  | январь 1905 | 24 августа 1905  | апрель 1906 | БФ   | Исключён из списков в 1929 году. |
| «Гайдамак» | январь 1905 | 1 ноября 1905    | апрель 1906 | БФ   | Исключён из списков в 1927 году. |
| «Амурец»   | январь 1905 | 28 сентября 1905 | июнь 1907   | БФ   | Исключён из списков в 1938 году. |
| «Уссуриец» | январь 1905 | 1905             | май 1907    | БФ   | Исключён из списков в 1927 году. |